# Mesapamea albistigma
Mesapamea albistigma là một loài bướm đêm trong họ Noctuidae.